# Catedral de Southwark

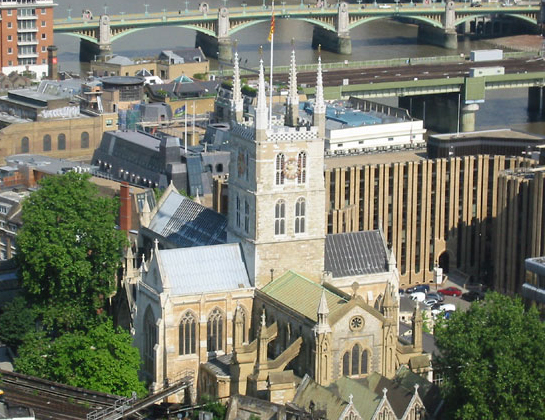
Catedral de Southwark

Catedral de Southwark ou Catedral e Igreja Colegiada de São Salvador e Santa Maria Overie, é uma igreja localizada em Southwark, Londres, na margem sul do rio Tâmisa, perto da Ponte de Londres. É a igreja mãe da Diocese Anglicana de Southwark. Tem sido um lugar de adoração cristã há mais de 1.000 anos, mas uma catedral apenas desde a criação da diocese de Southwark em 1905.
Entre 1106 e 1538 foi a igreja de um convento agostiniano, o Priorado de Southwark, dedicado à Virgem Maria. Após a dissolução dos mosteiros, tornou-se uma igreja paroquial, com a nova dedicação de São Salvador. A igreja estava na diocese de Winchester até 1877, quando a paróquia de São Salvador, juntamente com outras paróquias do sul de Londres, foi transferida para a diocese de Rochester. O edifício atual retém a forma básica da estrutura gótica construída entre 1220 e 1420, embora a nave seja uma reconstrução do final do século XIX.